# Stomorhina townsendi
Stomorhina townsendi är en tvåvingeart som beskrevs av Hiromu Kurahashi 1997. Stomorhina townsendi ingår i släktet Stomorhina och familjen Rhiniidae. Inga underarter finns listade i Catalogue of Life.